# Esther Feldman
Esther Feldman (Buenos Aires, 7 de noviembre de 1964) es una guionista y escritora argentina. Posee una extensa y destacada trayectoria en el medio televisivo.

## Trayectoria
Es licenciada en Letras, egresada de la Universidad de Buenos Aires donde se desempeñó como docente en la cátedra de Lingüística General.
Es autora de numerosos guiones, entre ellos los de las series Okupas (2000) -que fue remasterizada para y reestrenada por Netflix en 2021-, Disputas y Sol negro entre otras, además de realizar la dirección de contenidos de ciclos periodísticos como Ser urbano y Forenses. Es también autora de la serie de televisión Lalola, tira ganadora del premio Martín Fierro de Oro. Fue vendida y adaptada en más de 50 países.
También es autora de Los exitosos Pells, telenovela emitida por Telefe y coproducida por Underground Contenidos y Endemol Argentina, y fue guionista de El Dragón: el regreso de un guerrero (2020-2021) para Netflix. 
Ha sido directora creativa de diversos ciclos de entretenimientos en la Argentina y en España (Antena 3). Sus trabajos le han valido varios premios y nominaciones, entre ellos los premios Martín Fierro, Clarín y Argentores. En 2011 recibió el premio Konex de Platino 2011 junto a Alejandro Maci.

## Obra como guionista

### Televisión
1. Hombre de mar (1997)
2. Desesperadas por el aire (1998)
3. Mi ex (1999)
4. Mamitas (1999)
5. Okupas (2000) - TV Pública.
6. Infieles (2002) - Telefe
7. Ser urbano (2003) - Telefe
8. Disputas (2003) - Telefe
9. Sol negro (2003) - América TV.
10. Sangre fría (3 episodios, 2004) Telefe
11. El tiempo no para (1 episodio, 2006) - Canal 9
12. Amo de casa (1 episodio, 2006) Telefe
13. City Hunters (2006). Fox
14. Lo que tiene el otro (2007).
15. La oveja negra (2007) - Teledoce
16. Lalola (6 episodios 2007/2008) - América TV.
17. Los exitosos Pells (2008/2009) - Telefe.
18. Botineras (1 episodio, 2009/2010) - Telefe.
19. Maltratadas[2] (2011) - América TV.
20. En terapia (2012) TV Pública
21. Historias de corazón (2013) Telefe
22. Variaciones Walsh (2015) TV Pública
23. Sandro de América (2018)
24. El Dragón: El regreso de un guerrero (2019-2020)
25. Los ricos también lloran (2022)
26. Isla brava (2023)
27. El extraño retorno de Diana Salazar (2024)

### Cine
- Los que aman, odian (2017)

## Publicaciones
1. Acaloradas, Editorial Planeta.
2. Amores en tránsito, Editorial Galerna.
3. La pasión a los cuarenta, Editorial Sudamericana.
4. Amados y Amantes, Editorial Grijalbo- Random Mondadori.
5. La hora de la calabaza (2016), Buenos Aires, Argentina.

## Premios
- Martín Fierro 2007: Mejor guion (Lalola)
- Konex de Platino 2011: en la disciplina Guion de Televisión, junto a Alejandro Maci.